# تدارکات جنگی

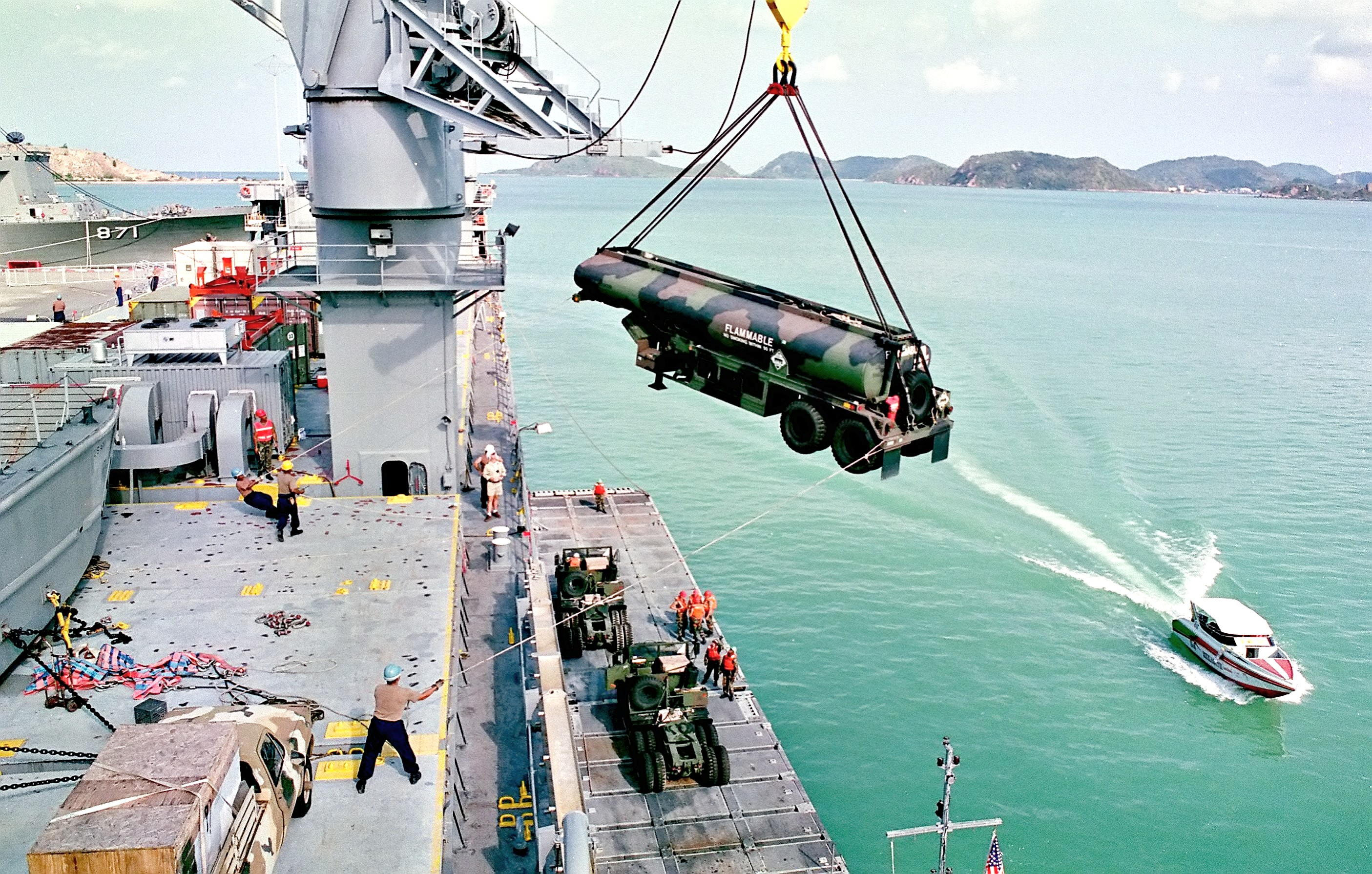
جابجایی تدارکات جنگی در رزمایش کبرا گلد ۹۸

تدارکات جنگی به فرانسوی و انگلیسی Matériel اشاره به نیازهای غیرانسانی یک نیرو (یگان جنگی) برای تکمیل یک عملیات نظامی مشخص دارد یا در کل اشاره به نیازهای یک ارتش برای عملیاتی شدن دارد که این نیازها نیروی انسانی را شامل نمی‌شود.
مدیریت تدارکات جنگی شامل ادامهٔ انجام کارهای مرتبط با تصمیم‌گیری‌ها و نقشه‌ها، هدایت گروه‌ها، کنترل و ارزیابی منابع می‌شود همچنین کارهایی مانند توزیع و تشخیص نیازها، نگهداری از ابزارها یا دورریز آنها هم زیرمجموعهٔ مدیریت تدارکات جنگی است.
بسته‌بندی و برچسب‌زنی تدارکات جنگی برای شرایط آب و هوایی خیلی بد و انبارداری نامناسب از قبل آماده است و هنگام فرستادن دوباره بررسی نمی‌شود؛ آنها برای استفادهٔ نهایی آماده اند.